# La Bâtie-Divisin
La Bâtie-Divisin korábbi község (település) Franciaországban, Isère megyében. 2016. január 1-jén Les Abrets és Fitilieu községgel egyesült és Les Abrets en Dauphiné új község része lett.
Lakosainak száma 927 fő (2018. január 1.). La Bâtie-Divisin Les Abrets, Velanne, Les Abrets-en-Dauphiné, Charancieu, Montferrat, Paladru és Pressins községekkel határos.

## Népesség
A település népességének változása:
| Lakosok száma | 563  | 546  | 589  | 685  | 802  | 858  | 895  | 890  | 923  | 927  |
|               | 1962 | 1968 | 1982 | 1990 | 1999 | 2008 | 2011 | 2013 | 2017 | 2018 |